# 迪娜·賓特·阿博都哈米德
谢里法迪娜·賓特·阿博都哈米德（阿拉伯语：دينا بنت عبد الحميد，1929年12月15日—2019年8月21日），出生于開羅，是约旦国王侯賽因·賓·塔拉勒的首任妻子。這是一場政治婚姻，兩人於1957年離婚，育有一名女兒——阿莉亞·賓特·侯賽因公主。阿博都哈米德生於貴族之家。她在離婚後失去了「王后」的頭銜，但得到了王妃的稱號（Princess Dina）。